# ترانزستور
عرض_العنوان

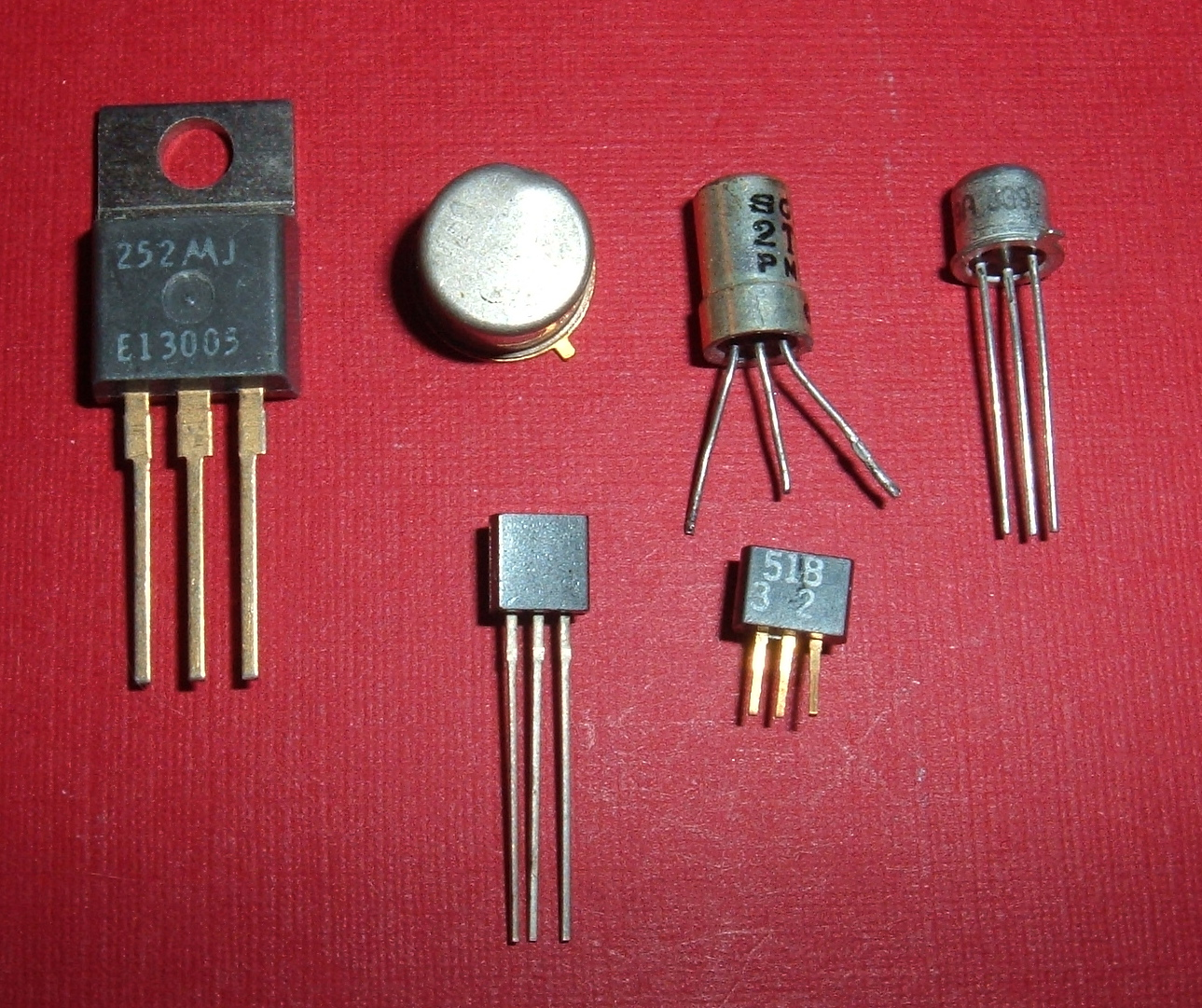
أشكال مختلفة للمقاحل

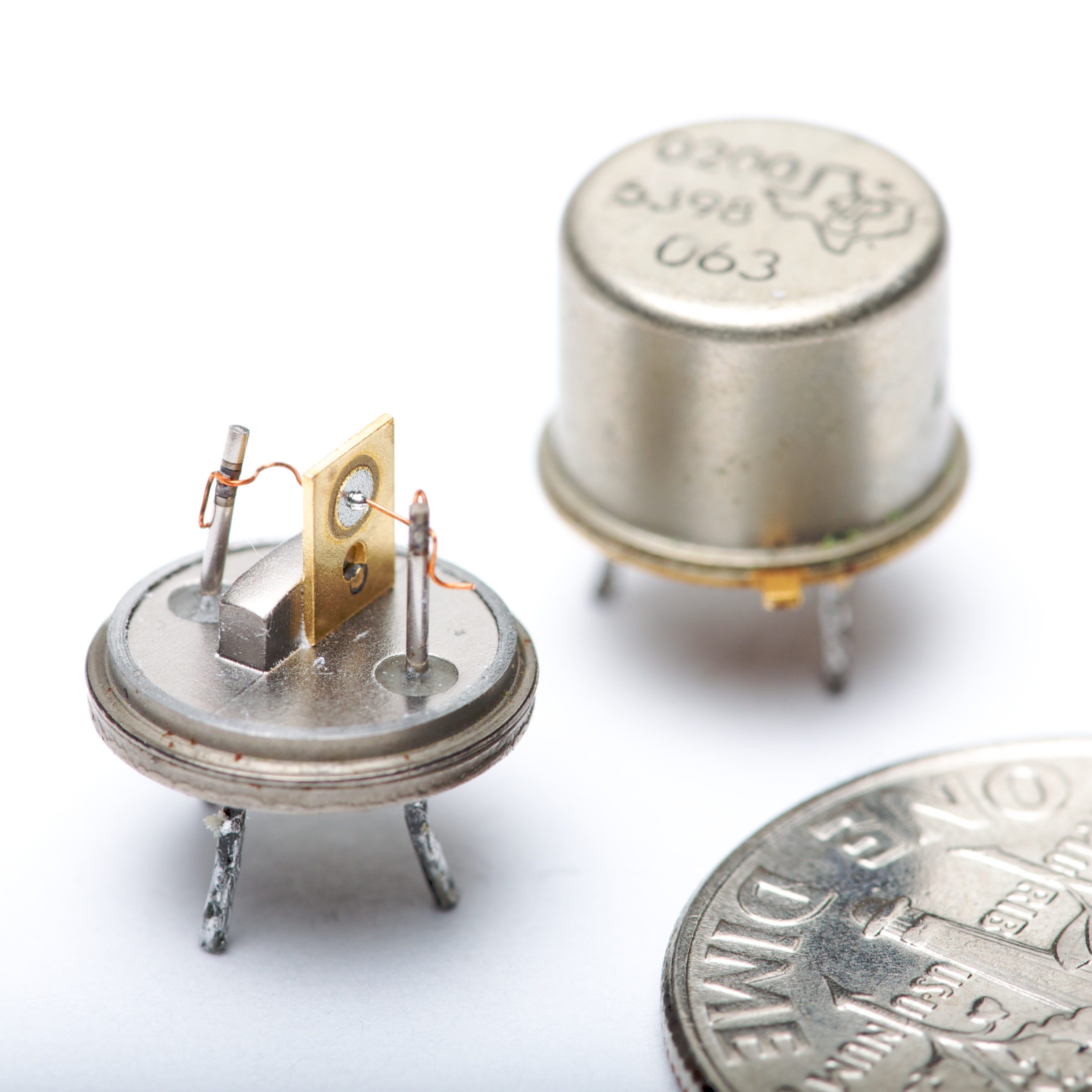
مقحل مبكر

المقحل أو الترانزستور (بالإنجليزية: Transistor)‏ (اختصاراً لكلمتي Transfer Resistor أي مُقاوِمُ النَقْل) وهي عنصر شبه موصل تعتبر أحد أهم مكونات الأدوات الإلكترونية الحديثة مثل الحاسوب، اخترعه العلماء الأمريكيون (والتر براتين) و (جون باردين) و (وليام شوكلي)، هو بلورة من مادة شبه موصل مصنوعة من الجرمانيوم أو السيليكون تحتوي على بلورة رقيقة جدًا بحيث تكون المنطقة الوسطى منها شبه موصل موجب أو سالب وتسمى القاعدة بينهما المنطقتان الخارجيتان من النوعية المخالفة وله قدرة كبيرة على تكبير الإشارات الإلكترونية.
للمقحل ثنائي القطب وصلتين من نوع «م س» وثلاثة أطراف. حيث يربط طرفان من الوصلتين «م س»، في العادة يربط الباعث والمجمِّع إلى دائرة خارجية، بينما يصل الطرف الثالث القاعدة بدائرة داخلية. لكن رفع الجهد المطبقة على القاعدة قليلا يؤدي إلى دخول عدد كبير من الإلكترونات إلى القاعدة عبر الوصلة المنحازة أماميا، ويتفاوت هذا العدد حسب قوة الجهد. ولأن منطقة القاعدة رقيقة جدا، يستطيع مصدر الفولتية في الدائرة الخارجية جذب الإلكترونات عبر الوصلة المنحازة عكسيا. ونتيجة لذلك يسري تيار قوي عبر المقحل وعبر الدائرة الخارجية. وبهذه الطريقة يمكن التحكم في سريان تيار قوي عبر الدائرة الخارجية، بتزويد القاعدة بإشارة صغيرة.

## تاريخ المقحل

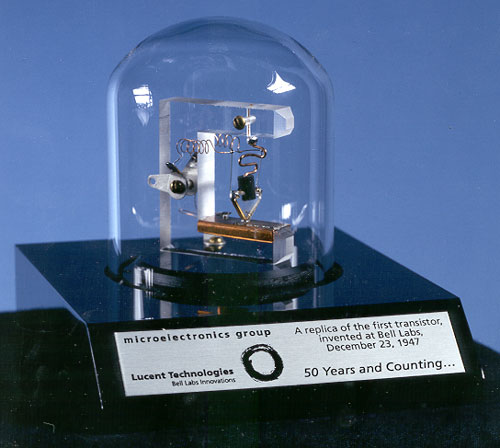
تم صنع نسخة طبق الأصل لأول مقحل يعمل.

## أهمية المقحل

مثال npn-Transistor, يعمل كمضخم إلكتروني. ينتقل فيه التيار عن طريق الفجوات والإلكترونات

رمز المقحل في الدوائر الإلكترونية.

## العمليات المبسطة

دائرة مبسطة للمقحل ثنائي القطب

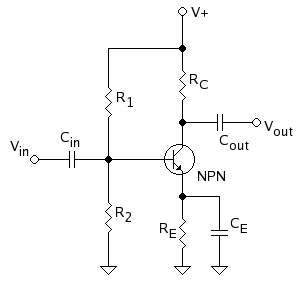
المقحل كمكبر

### استخدام المقحل كمكبر
صُمم المقحل ذو الباعث المتصل بالأرض لكي يستجيب إلى الإشارات الصغيرة الداخلة إلى القاعدة، ويقوم بتكبير هذه الإشارات على المخرج عند المجمع، وهناك العديد من التكوينات لدوائر تقوم بالتكبير، لها مميزات مختلفة، سواء للتيار أو للجهد أو الاثنين معا بحسب المطلوب.
ففي بعض الهواتف المحمولة والتلفاز هناك العديد من المنتجات التي يدخل فيها المقحل كمكبر، مثل مكبرات الصوت أو النقل الراديوي أو معالجة الإشارات، وكانت أول دائرة مقحل ذات قدرات ضعيفة تصل إلى بعض الأجزاء من العشرة من الواط وتم تكبيرها. ومع التقدم ازدادت نسبة التكبير ونقائه تدريجيا عندما وجدت مقاحل أحسن، وتم تقويم مواصفات المقحل، ووصلت القدرات الآن إلى بضع المئات من الواط وبتكلفة قليلة.

### المقحل كمفتاح
V(Rc)=Ice×Rc
V(Rc)+V(ce)=Vcc
6:- الاعتمادية العالية والتحمل الفيزيائي
7:- طول العمر الافتراضي حيث يعمل بعضها إلى ما يصل إلى أكثر من خمسين عاما
8:- وجود النبائط المكملة وسهولة بناء الدوائر المتكاملة المتماثلة وهو الأمر المستحيل في حالة الصمامات
9:- عدم الحساسية للصدمات الميكانيكية والاهتزاز مما سهل حل هذه المشكلة مثلا في حالة الميكروفونات
قيود الاستخدام:
لا تعمل جهود اشباه الموصلات عند جهود أعلى من 1000 فولت، على الرغم من أن هناك بعض النبائط تعمل عند 3000 فولت، وعلى نقيض ذلك فهناك بعض الصمامات التي تتحمل جهودا تصل إلى مئات الآلاف من الفولتات
- عدم قدرة النماذج الأولية المصنعة منه على العمل مع حالة القدرات العالية والترددات العالية، مثل تلك التي تستخدم في البث التلفزيوني الهوائي، حيث كانت الصمامات أفضل أداء من المقاحل نتيجة قابلية الحركة العالية للإلكترونات في أنابيب التفريغ عنها في المقحل. وأشباه الموصلات اضعف تحملا بكثير من الصمامات عند تعرضها للنبضات الناتجة من الانفجار النووي.

## أنواع المقحلات
يمكن تقسيم المقاحل إلى عدة فئات حسب التقسيم:
1- طبقا لشبه الموصل:
جرمانيومي- سليكوني – جاليومي – زرنيخي – كربيدي سليكوني
2- طبقا للبناء:
BJT ثنائي القطب، MOSFET تأثير المجال، IGBT المقحل ذو البوابة المعزولة.
3- طبقا للقطبية:
NPN (س م س) المقحل من النوع السالب، ويعنى منطقة من النوع السالب يليها منطقة من النوع الموجب يليها منطقة من النوع السالب.
PNP (م س م) المقحل من النوع الموجب، ويعنى منطقة من النوع الموجب يليها منطقة من النوع السالب يليها منطقة من النوع الموجب.
4- طبقا لقدرة التشغيل:
صغير – متوسط – كبير.
5- طبقا لأقصى تردد تشغيل:
موجات راديوية أو موجات ميكرومترية ويعطى أقصى تردد وفعال بجهد الثقل ويرمز له بالرمز FT والذي ينتج نسبة تكبير مساوية للوحدة.
6- طبقا للتطبيق المستخدم فيه:
مفتاح – متعدد الأغراض – صوتي عالي الجهد – زوجي متماثل – عالي نسبة التكبير.
7- طبقا للتغليف الفيزيائي:
ذو الثقب المعدني - ذو الثقب البلاستيكي – المحمل سطحيا – سلسلة شبكة الكور – مغير القدرة.
8- طبقا لمعامل التكبير (hfe):
لذلك فإن مقحل معين يمكن أن يوصف بهذا الوصف (سليكوني – ثنائي القطب من النوع السالب – مغير للطاقة عالي التردد – مفتاح).

## تفوق المقحل على الصمامات الإلكترونية
من الأسباب التي دعت للاستغناء عن الصمامات الإلكترونية واستخدام المقاحل في معظم التطبيقات الآتية:
- لا يوجد استهلاك للطاقة الكهربائية لتسخين الكاثود.
- حجم المقحل الصغير ووزنه الخفيف يتيح ابتكار وتصنيع دوائر كهربائية بحجم صغير.
- يعمل المقحل بجهد أقل كثيرا من الجهد اللازم لتشغيل الصمام (جهد الأنود للصمام الثلاثي نحو 200 فولت، في حين جهد المصب للمقحل 12 - 30 فولت).
- لا يحتاج المقحل لتسخين ابتدائي.
- يُصدر طاقة حرارية مشتتة أقل وكفاءته أعلى.
- استمرارية في العمل وقدرة على تحمل الصدمات.
- عمر أطول، بعض الأجهزة الإلكترونية لا زالت تعمل منذ نحو 50 عاما.
- يتيح المقحل عمل اللوائح المضغوطة المعقدة، هذا الشيء لم يكن موجودا مع الصمامات الإلكترونية.
- حساسية بعض المقحلات للضوء جعلتها تستخدم في التصوير (انظر سي سي دي).